# Häätaru
Koordinaten: 58° 7′ N, 26° 53′ O
Häätaru ist ein Dorf (estnisch küla) im Südosten Estlands. Es gehört zur Landgemeinde Kanepi (bis 2017 Kõlleste) im Kreis Põlva.
Das Dorf hat fünfzehn Einwohner (Stand 31. Dezember 2011).